# مدرسه عالی طراحی هاروارد
مدرسه عالی طراحی هاروارد (انگلیسی: Harvard Graduate School of Design) یا GSD یک مدرسه عالی حرفه‌ای در دانشگاه هاروارد است که در گوندهال کمبریج، ماساچوست واقع شده‌است. این مدرسه در رشته‌های معماری، معماری منظر، برنامه‌ریزی شهری، طراحی شهری، معاملات املاک، مهندسی طراحی، و مطالعات طراحی مدارک دکترا ارائه می‌کند. بیش از ۱۳۰۰۰ دانش‌آموخته از GSD فارغ‌التحصیل شده‌اند. این مدرسه بنیان‌گذار رشتهٔ معماری منظر در جهان (۱۸۹۳) بود و اولین مدرسه‌ای در آمریکای شمالی بود که رشتهٔ برنامه‌ریزی شهری را ارائه کرد.
موقوفه مالی این مدرسه در سال ۲۰۱۸، حدود ۴۸۰ میلیون دلار بود.